# Lijst van bergen in Antarctica

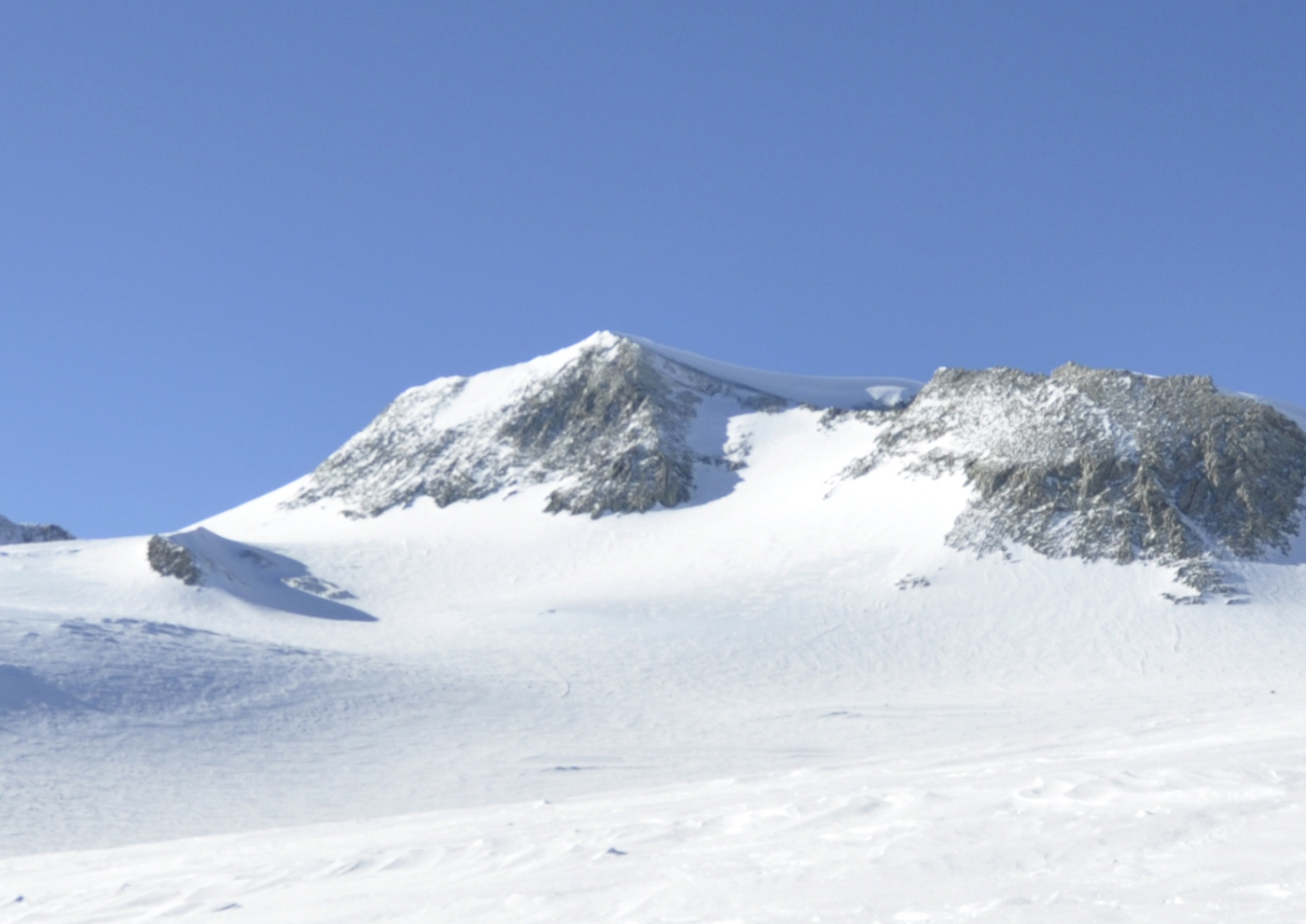
1. Mount Vinson

Hieronder staat een lijst van bergen in Antarctica:
| Naam van de berg       | Hoogte  | Gebergte                  |
| ---------------------- | ------- | ------------------------- |
| Mount Vinson           | 4.892 m | Sentinel Range            |
| Mount Tyree            | 4.852 m | Sentinel Range            |
| Mount Shinn            | 4.661 m | Sentinel Range            |
| Mount Craddock         | 4.650 m | Sentinel Range            |
| Mount Kirkpatrick      | 4.528 m | Queen-Alexandra-Gebergte  |
| Mount Markham          | 4.350 m | Queen Elizabeth Range     |
| Mount Kaplan           | 4.230 m | Hughes Range              |
| Mount Sidley           | 4.181 m | Executive Committee Range |
| Mount Dickerson        | 4.120 m | Queen Alexandra Range     |
| Mount Wade             | 4.085 m | Prince Olav Mountains     |
| Mount Fisher           | 4.080 m | Prince Olav Mountains     |
| Mount Adam             | 4.010 m | Admiralty Mountains       |
| Mount Ray              | 3.905 m | Prince Olav Mountains     |
| Mount Sellery          | 3.895 m | Prince Olav Mountains     |
| Mount Sabine           | 3.850 m | Admiralty Mountains       |
| Mount Oliver           | 3.800 m | Prince Olav Mountains     |
| Mount Erebus           | 3.794 m |                           |
| Mount Campbell         | 3.790 m | Prince Olav Mountains     |
| Mount Ajax             | 3.770 m | Admiralty Mountains       |
| Mount Frakes           | 3.654 m | Crary Mountains           |
| Mount Royalist         | 3.640 m | Admiralty Mountains       |
| Toney Mountain         | 3.595 m |                           |
| Mount Steere           | 3.558 m | Crary Mountains           |
| Mount Berlin           | 3.478 m | Flood Range               |
| Mount Takahe           | 3.460 m |                           |
| Mount Black Prince     | 3.405 m | Admiralty Mountains       |
| Mount Overlord         | 3.396 m |                           |
| Mount Hampton          | 3.323 m | Executive Committee Range |
| Mount Waesche          | 3.292 m | Executive Committee Range |
| Mount Terror           | 3.262 m | -                         |
| Mount Albert Markham   | 3.205 m | Churchill Mountains       |
| Mount Siple            | 3.110 m |                           |
| Mount Terra Nova       | 3.090 m |                           |
| Mount Moulton          | 3.078 m |                           |
| Mount Jackson          | 3.050 m |                           |
| Plejaden               | 3.040 m |                           |
| Mount Field            | 3.010 m | Churchill Mountains       |
| Mount Nares            | 3.000 m | Churchill Mountains       |
| Mount Andrus           | 2.978 m |                           |
| Mount Mills            | 2.995 m | Dominion Range            |
| Mount Ellsworth        | 2.925 m | Queen Maud Mountains      |
| Mount Saunders         | 2.895 m | Dominion Range            |
| Mount Nimrod           | 2.835 m | Dominion Range            |
| Mount Egerton          | 2.830 m | Churchill Mountains       |
| Mount Wharton          | 2.800 m | Churchill Mountains       |
| Mount Weaver           | 2.780 m | Queen Maud Mountains      |
| Mount Nansen           | 2.740 m | Eisenhower Range          |
| Mount Melbourne        | 2.732 m |                           |
| Mount Morning          | 2.723 m |                           |
| Mount Murphy           | 2.703 m |                           |
| Mount Discovery        | 2.681 m |                           |
| Mount Fukushima        | 2.470 m | Koningin Fabiolabergketen |
| Mount Baxter           | 2.430 m | Eisenhower Range          |
| Mount Summerson        | 2.310 m | Geologists Range          |
| Mount Regina           | 2.080 m | Everett Range             |
| Mount Bird             | 1.800 m |                           |
| Lars-Christensen-Spits | 1.640 m |                           |
| Mount Wilson           | 1.300 m |                           |
| Mount Parker           | 1.260 m | Admiralty Mountains       |
| Mount Scott            | 880 m   |                           |
| Gaussberg              | 367 m   | -                         |